# Encephalosphaera
Encephalosphaera là chi thực vật có hoa trong họ Acanthaceae.